# Inga cabelo
Inga cabelo é uma espécie vegetal da família Fabaceae.
Pequena áravore da Mata Atlântica no litoral dos estados do Rio de Janeiro e do Espírito Santo, no Brasil.